# Chce się żyć
„Chce się żyć“ е полски филм от 2013 година на режисьора Мачей Пепшица.
Премиерата на филма се е състояла 11 октомври 2013 г. в Полша.

## Сюжет
Внимание:  Текстът по-долу разкрива сюжета на произведението (или части от него)!
Филмът представя историята на живота на инвалида Матеуш, който среща значителни трудности в контактите си с другите. Въпреки това е интелигентен и смело, търпеливо се бори със своите ограничения. Представената във филма история е вдъхновена от истински събития.

## Актьорски състав
| Актьор            | Роля                               |
| ----------------- | ---------------------------------- |
| Давид Огродник    | Матеуш Рошински                    |
| Камил Ткач        | Матеуш Рошински в младост          |
| Дорота Коляк      | Зофия Рошинска, майка на Матеуш    |
| Аркадюш Якубик    | Павел Рошински, баща на Матеуш     |
| Анна Нехребецка   | Йола, учителка по писане на Bliss  |
| Катажина Завадска | Магда                              |
| Хелена Суецка     | Матилда Рошинска, сестра на Матеуш |
| Миколай Рознерски | Томек Рошински, брат на Матеуш     |
| Тимотеуш Марчиняк | брат на Матеуш в детството         |
| Анна Карчмарчик   | Анка                               |
| Гжегож Мелчарек   | педагог в комплекса                |
| Габриела Мускала  | лекър                              |
| Пьотър Лешняк     | колега на Матеуш                   |
| и други           |                                    |

## Награди
| Година на церемония | Организатор                                                           | Награда                                                                                     |
| ------------------- | --------------------------------------------------------------------- | ------------------------------------------------------------------------------------------- |
| 2013                | Montreal World Film Festival lub Montreal International Film Festival | Гранд При Награда на публиката Награда на журито на Вселенската                             |
| 2013                | Гдиня Филм Фестивал                                                   | Сребърните лъвове Награда на публиката Златни Клакер Кристална звезда Еле на Давид Огродник |
| 2013                | МФФ                                                                   | Сребърнен Хуго                                                                              |